# L'Auberge du père Jonas
L'Auberge du père Jonas (Bobby geht los) est un film allemand réalisé par Harry Piel, sorti en 1931. Il est basé sur un roman de Georg Mühlen-Schulte (de)

## Fiche technique
- Titre : L'Auberge du père Jonas
- Titre original : Bobby geht los
- Réalisation : Harry Piel
- Scénario : Henrik Galeen, Hans Rameau, Richard Heuberger, Georg Mühlen-Schulte
- Cinématographie : Ewald Daub
- Montage: René Métain
- Direction artistique : Gustav A. Knauer
- Musique : Fritz Wenneis
- Maquillage : Arnold Jenssen
- Pays d'origine : Allemagne  République de Weimar
- Société de production : Ariel Film
- Producteurs : Harry Piel, Joe Pasternak, William Zeiske, Max Paetz
- Distribution : Black Cat Film, Paris
- Format : Noir et blanc - 1,20:1 - Mono  (Tobis-Klangfilm)
- Genre : Policier, comédie
- Durée : 84 minutes
- Dates de sortie : Paris mai 1932

## Distribution
- Harry Piel
- Anni Markart
- Hilde Hildebrand
- Kurt Lilien
- Ferdinand Hart
- Erich Dunskus
- Frank Günther
- Gerhard Dammann
- Kurt von Ruffin
- Fritz Odemar
- Fritz Steiner
- Alfred Beierle
- Eugen Rex
- Charly Berger
- Maria Forescu
- Sylvia Torf
- Charles Francois
- Hans Ritter
- Paul Moleska